# دریاچه ایری
دریاچه ایری (به انگلیسی: Lake Erie) یکی از دریاچه‌های بزرگ واقع در آمریکای شمالی است که در مرز ایالات متحده آمریکا با کانادا قرار گرفته‌است. مساحت دریاچه ایری ۲۵٬۷۴۴ کیلومتر مربع است.
دریاچه ایری از نظر مساحت، در میان پنج دریاچه‌ای که «دریاچه‌های بزرگ» را تشکیل می‌دهند در رتبه چهارم قرار دارد و سیزدهمین دریاچه بزرگ در جهان است.
ایری، جنوبی‌ترین، کم‌عمق‌ترین و کم‌حجم‌ترین دریاچه در میان پنج دریاچه بزرگ است. دریاچه اونتاریو نسبت ایری مساحت کمتری دارد اما ژرفای آن بیشتر است.
دریاچه ایری از سوی شمال به ایالت انتاریو در کانادا محدود می‌شود و از سمت جنوب با ایالات آمریکایی اوهایو، پنسیلوانیا و نیویورک و از سوی غرب با ایالت میشیگان در آمریکا هم‌مرز است.
دریاچه ایری نام خود را از قبیله سرخ‌پوستان ایری گرفته‌است که در کرانه‌های جنوبی آن می‌زیستند. این دریاچه آخرین بخش از دریاچه‌های بزرگ بود که کاشفان اروپایی به آن رسیدند.
برون‌ریز دریاچه ایری، به‌ویژه در قسمت آبشار نیاگارا با گرداندن توربین سدها، برای آمریکا و کانادا نیروی برق‌آبی تولید می‌کند.

## جزایر
جزایر دریاچه ایری بیشتر در بخش غربی آن واقع شده‌اند و تعداد آن‌ها جمعاً ۳۱ جزیره است که ۱۸ جزیره متعلق به ایالات متحده و ۱۳ جزیره متعلق به کانادا می‌باشد.
بزرگ‌ترین جزیره این دریاچه، پلی (Pelee) نام دارد که دارای اکوسیستمی منحصربه‌فرد و شکننده است.